# Prim-ministrul Republicii Fiji
Prim-ministrul Republicii Fiji este șeful guvernului din Fiji. Prim-ministrul este numit de președinte conform prevederilor Constituției din 2013.

## Descrierea funcției
Ca fostă colonie britanică, Fiji a adoptat în mare parte modele politice britanice și urmează sistemul de guvernare Westminster, în care ramura executivă a guvernului răspunde în fața legislativului. Primul ministru este numit de președinte, dar trebuie susținut, sau cel puțin acceptat, de o majoritate din Camera Reprezentanților. Dacă în orice moment premierul nu mai are susținerea Camerei, prim-ministrul trebuie să demisioneze, împreună cu întregul Cabinet. În practică, acest lucru face ca numirea prim-ministrului să fie o simplă formalitate, întrucât este numit invariabil liderul parlamentar al partidului sau majorității politice majoritare. Dacă, însă, nu există un astfel de partid sau o coaliție majoritară, fie ca urmare a fragmentării electorale, fie ca urmare a altor procente electorale după alegeri, rolul președintelui devine mult mai important. Președintele trebuie să depună toate eforturile pentru a găsi un candidat acceptabil pentru o majoritate în cameră; dacă nu se poate găsi un astfel de candidat, președintele trebuie să dizolve Parlamentul și să convoace alegeri anticipate.
Prim-ministrul Republicii Fiji este, din punct de vedere tehnic, „primul dintre egali”, al cărui vot în ședințele Cabinetului nu are o pondere mai mare decât cea a oricărui alt ministru. În practică, prim-ministrul domină guvernul. Alți miniștri sunt numiți de președinte, dar la recomandarea primului ministru și pot fi respinși de el oricând (deși controlul său asupra numirilor ministeriale poate fi temperat de realitățile politicii de coaliție: liderul sau liderii partenerilor de coaliție pot insista să aibă un cuvânt de spus).

## Istoria funcției
Ratu Sir Kamisese Mara a fost primul prim ministru al Republicii Fiji la 10 octombrie 1970, când Fiji și-a declarat independența față de Marea Britanie. Mara a ocupat anterior poziția de ministru șef din 20 septembrie 1967 (în timp ce Fiji era încă o colonie britanică). Primul mandat al lui Mara în funcția de prim-ministru a durat până la 13 aprilie 1987. El a revenit în funcție pentru al doilea mandat la 5 decembrie 1987 până la 2 iunie 1992. 